# Крачковский, Антон Романович
Антон Романович Крачковский (род. 22 июня 2002, Россия) — российский футболист, полузащитник махачкалинского «Динамо», выступающий на правах аренды за азербайджанский «Туран».

## Карьера
Воспитанник московского ЦСКА.
Летом 2021 года на правах аренды перешёл в российский клуб «Кайрат» Москва.
9 марта 2022 года подписал контракт с казахстанским клубом «Кайрат». 11 марта 2022 года в матче против клуба «Мактаарал» дебютировал в казахстанской Премьер-лиге.
10 января 2024 года перешёл в махачкалинское «Динамо», заключив контракт до лета 2027 года.
21 июля 2024 года дебютировал в РПЛ, сыграв в гостевом матче первого тура против подмосковных «Химок» (1:1). Из-за его двух фолов на Резиуане Мирзове в ворота махачкалинского «Динамо» были назначены два пенальти (на 22 и 38 минутах), но «Химки» не забили ни один из них. 3 ноября 2024 года дебютировал за фарм-клуб «Динамо-2» в выездном матче против «Легиона», проведя на поле всю игру. В середине декабря 2024 года появилась информация, что Крачковский будет отдан в аренду в азербайджанский «Туран» из Товуза. 6 января 2025 года официальна была объявлена аренда.

## Клубная статистика
| Игровая карьера | Игровая карьера | Игровая карьера | Лига | Лига | Дубль | Дубль | Кубок | Кубок | Межд. | Межд. | Др. | Др. |
| --------------- | --------------- | --------------- | ---- | ---- | ----- | ----- | ----- | ----- | ----- | ----- | --- | --- |
| 2019/20         | ЦСКА            | А               | —    | —    | 18    | 1     | —     | —     | —     | —     | —   | —   |
| 2020/21         | ЦСКА            | А               | —    | —    | —     | —     | —     | —     | —     | —     | —   | —   |
| 2021/22         | Кайрат (Москва) | В               | 19   | 1    | —     | —     | 5     | 0     | —     | —     | —   | —   |
| 2022            | Кайрат          | А               | 21   | 1    | —     | —     | 5     | 0     | 2     | 0     | —   | —   |
| 2023            | Кайрат          | А               | 24   | 0    | —     | —     | 3     | 0     | —     | —     | —   | —   |